# Erik VI van Denemarken
Erik VI (ook Erik Menved) (1274 - 13 november 1319), was koning van Denemarken van 1286 tot 1319. Hij was een zoon van Erik V 'Klipping' en Agnes van Brandenburg. Erik trouwde in 1296 met Ingeborg van Zweden, een dochter van Magnus I van Zweden.
Erik VI werd koning nadat zijn vader op 22 november 1286 werd vermoord. Van 1286 tot 1294 stond Erik VI onder regentschap van zijn moeder. Erik Menveds regering was midden in de Eeuw van Verval in Denemarken (1241-1340). De eerste jaren van zijn regering - die onder het regentschap van zijn moeder en haar Duitse familie stonden - werden beïnvloed door de onrust en oorlogen die op de moord op zijn vader volgden.
De ballingen die in 1287 op de speciale bijeenkomst in Nyborg veroordeeld waren voor de moord op zijn vader hadden hun toevlucht in Noorwegen gezocht en vonden daar nieuwe bondgenoten. Vanuit Noorwegen zouden ze overvallen op de Deense kusten plegen. Dit was het begin van tientallen jaren van conflicten en strijd tussen de Scandinavische koninkrijken. Tegelijkertijd ontstond er een conflict met de kerk doordat de ambitieuze aartsbisschop Jens Grand een onafhankelijke kerk voorstond en ook nog aanhanger was van de ballingen vanwege zijn familiebanden met sommige van hen. De jonge Erik VI liet de aartsbisschop in 1294 arresteren en in een kerker gevangenzetten van waaruit deze twee jaar later wist te ontsnappen. Het conflict zou in 1302 worden beslecht op het pauselijke hof in Rome door middel van een de facto (feitelijke) overwinning door de koning, maar niet nadat deze een forse boete betaald had voor de gevangenschap van Jens Grand. Wel werd Jens Grand van zijn ambt in Denemarken ontheven. Ook het conflict met Noorwegen eindigde in een compromis, wat een grote opluchting voor het Deense gezag was. Erik VI kon nu een sterke koninklijke macht in stand houden, mede dankzij de loyale steun van de belangrijkste aristocraten en zijn Duitse bondgenoten.
Na deze betrekkelijke successen wilde Erik VI op grote schaal zijn gebied uitbreiden en zijn oog viel daarbij op de noordelijke gebieden van Duitsland. Mogelijk wilde hij in de voetsporen van Waldemar II van Denemarken treden. Door verbintenissen met Duitse prinsen, waaronder de hertog van Mecklenburg, lukte het hem om formeel heerser te worden in menige Hanzesteden en in vazalstaten als Mecklenburg en andere kleinere staatjes. Hij had Denemarken nu tot een Scandinavische grootmacht gemaakt. Ook plaatste hij aanvallen in Zweden om op deze wijze zijn zwager Birger I van Zweden te steunen in de koningsstrijd in Zweden. In 1305 gaf Erik VI van Denemarken toestemming aan de monniken van Dünamünde om een versterkt klooster in Padise, Estland te bouwen.
De langdurige oorlogen en het zeer luxueuze leven van Erik brachten Denemarken financieel aan de afgrond. De aristocratie, zijn aanvankelijke medestanders, begon zich nu tegen hem te keren en de boerenstand schaarde zich achter hen. In 1313 brak er een rebellie uit in Jutland die werd onderdrukt door een Duits bezettingsleger.
Zijn groeiende moeilijkheden noopten hem om grote delen van de bezittingen te verpanden, voornamelijk aan de Duitse prinsen en leenmannen, wat hem uiteindelijk in zijn macht beperkte. Toen hij in 1319 overleed, en al zijn 15 kinderen had overleefd, verkeerde het koninkrijk Denemarken in staat van verval, hoewel het naar buiten toe als grootmacht overkwam.
Gewoonlijk werd Eriks regering beschouwd als een van de weinige lichtpuntjes in die periode vanwege zijn poging om Denemarken te hervormen en hij wordt opgehemeld in de Deense romantische literatuur. Vandaag de dag echter wordt zijn oorlogspolitiek als de oorzaak gezien voor de ontbinding van de monarchie tijdens de volgende generaties.
De bijnaam van Erik VI kan een verkorting zijn van zijn favoriete eed ved alle hellige mænd (Door alle heilige mannen), of afgeleid van het Ouddeens menvett (Vogel van slechte voortekenen)

## Voorouders
| Overgrootouders | Waldemar II van Denemarken (1170-1241) ∞ 1175 Berengaria van Portugal (1198-1221)     | Waldemar II van Denemarken (1170-1241) ∞ 1175 Berengaria van Portugal (1198-1221)     | Sambor II van Pommeren (1154-1212) ∞ Mathilde van Mecklenburg (1160-1198)             | Sambor II van Pommeren (1154-1212) ∞ Mathilde van Mecklenburg (1160-1198)             | Albrecht II van Brandenburg (1175-1220) ∞ Mathilde van de Lausitz (-1255) | Albrecht II van Brandenburg (1175-1220) ∞ Mathilde van de Lausitz (-1255) | Albrecht I van Saksen (1175-1260) ∞ Agnes van Oostenrijk (1206-1226)  | Albrecht I van Saksen (1175-1260) ∞ Agnes van Oostenrijk (1206-1226)  | Albrecht I van Saksen (1175-1260) ∞ Agnes van Oostenrijk (1206-1226) | Albrecht I van Saksen (1175-1260) ∞ Agnes van Oostenrijk (1206-1226) |
| Grootouders     | Christoffel I van Denemarken (1219-1259) ∞ Margaret Sambiria van Pommeren (1130-1282) | Christoffel I van Denemarken (1219-1259) ∞ Margaret Sambiria van Pommeren (1130-1282) | Christoffel I van Denemarken (1219-1259) ∞ Margaret Sambiria van Pommeren (1130-1282) | Christoffel I van Denemarken (1219-1259) ∞ Margaret Sambiria van Pommeren (1130-1282) | Johan I van Brandenburg (1213-1266) ∞ Brigitte van Saksen (-1266)         | Johan I van Brandenburg (1213-1266) ∞ Brigitte van Saksen (-1266)         | Johan I van Brandenburg (1213-1266) ∞ Brigitte van Saksen (-1266)     | Johan I van Brandenburg (1213-1266) ∞ Brigitte van Saksen (-1266)     |                                                                      |                                                                      |
| Ouders          | Erik V van Denemarken (1249-1286) ∞ Agnes van Brandenburg (1130-1282)                 | Erik V van Denemarken (1249-1286) ∞ Agnes van Brandenburg (1130-1282)                 | Erik V van Denemarken (1249-1286) ∞ Agnes van Brandenburg (1130-1282)                 | Erik V van Denemarken (1249-1286) ∞ Agnes van Brandenburg (1130-1282)                 | Erik V van Denemarken (1249-1286) ∞ Agnes van Brandenburg (1130-1282)     | Erik V van Denemarken (1249-1286) ∞ Agnes van Brandenburg (1130-1282)     | Erik V van Denemarken (1249-1286) ∞ Agnes van Brandenburg (1130-1282) | Erik V van Denemarken (1249-1286) ∞ Agnes van Brandenburg (1130-1282) |                                                                      |                                                                      |

## Referentie
- Fagerland, Tor Einar, Krigføring og politisk kultur i nordisk middelalder, (NTNU, 2005)

Gorm · Harald I · Sven I · Harald II · Knoet II · Knoet III · Magnus I · Sven II · Harald III · Knoet IV · Olaf I · Erik I · Niels · Erik II · Erik III · Sven III · Knoet V · Waldemar I · Knoet VI · Waldemar II · Erik IV · Abel · Christoffel I · Erik V · Erik VI · Christoffel II · Waldemar III · Christoffel II · Waldemar IV · Olaf II · Margaretha I · Erik VII · Christoffel III · Christiaan I · Johan · Christiaan II · Frederik I · Christiaan III · Frederik II · Christiaan IV · Frederik III · Christiaan V · Frederik IV · Christiaan VI · Frederik V · Christiaan VII · Frederik VI · Christiaan VIII · Frederik VII · Christiaan IX · Frederik VIII · Christiaan X · Frederik IX · Margrethe II · Frederik X
- Gemeinsame Normdatei: 102500274
- International Standard Name Identifier: 0000 0000 3302 3496
- Library of Congress Control Number: n91042938
- Nationale Bibliotheek van Israël: 987007595558305171
- Nederlandse Thesaurus van Auteursnamen: 180813048
- Istituto Centrale per il Catalogo Unico: CFIV169102
- Système universitaire de documentation: 079072518
- Virtual International Authority File: 27457940
- WorldCat: E39PBJd3QvmQrWhxXV3r8M4Qbd